# Партизанські післявоєнні злочини у Мацельському лісі

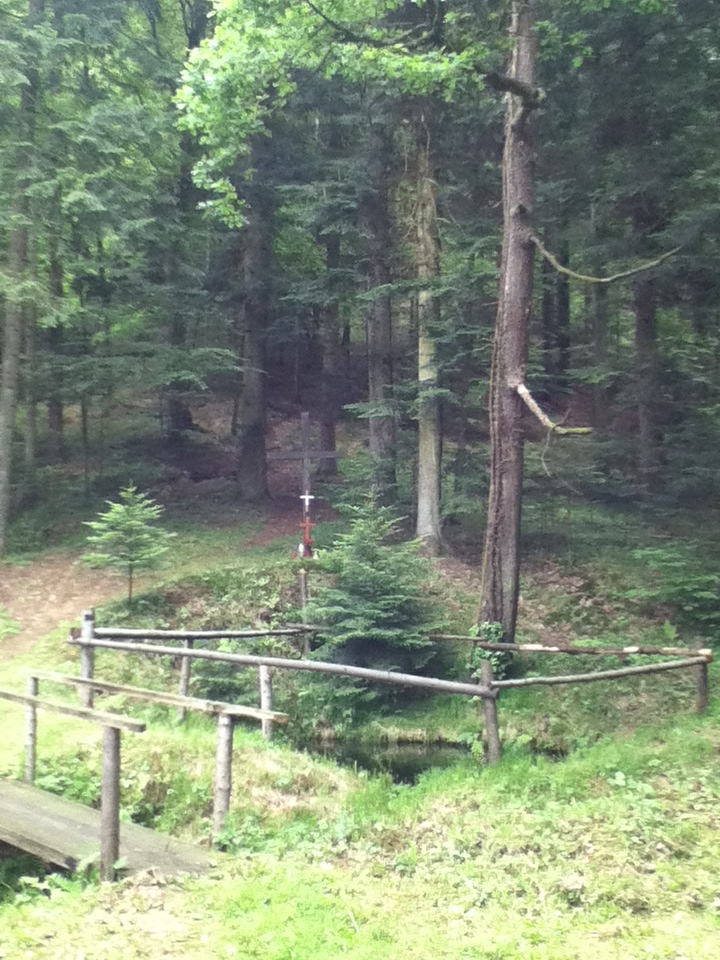
Меморіал у Мацельському лісі

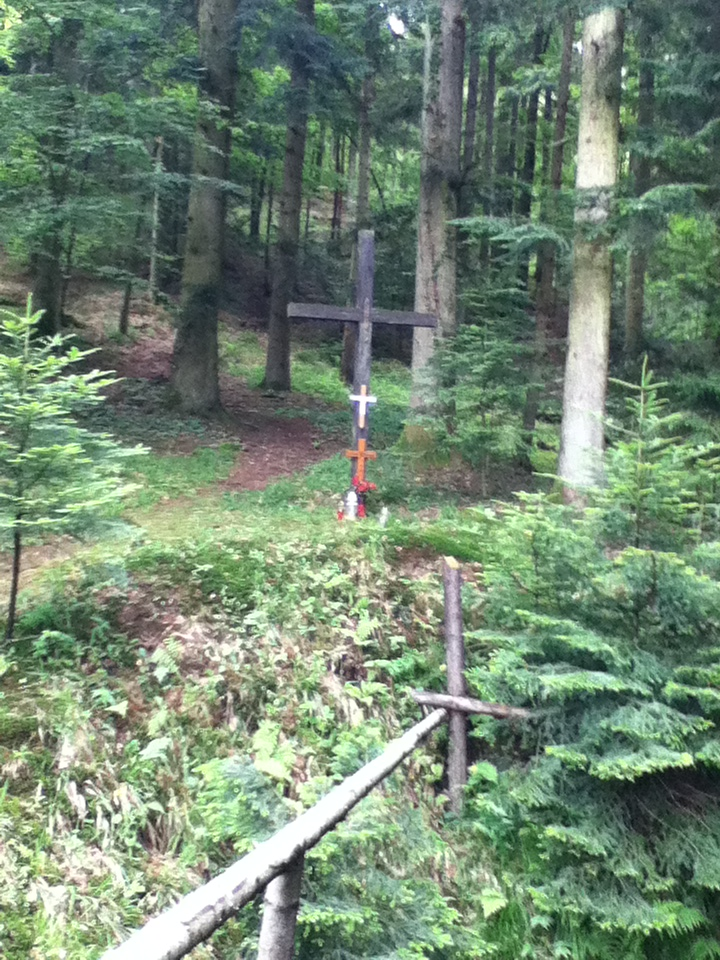
Меморіал у Мацельському лісі детальніше

Партизанські післявоєнні злочини у Мацельському лісі
(хорв. Partizanski poslijeratni zločini u Maceljskoj šumi) —
низка масових убивств, скоєних партизанами Тіто після закінчення Другої світової війни у травні-червні 1945 в лісах на території лісового масиву Мацельський ліс біля Крапини, у таборах у селі Мирковець, коло села Светий-Криж-Зачретє і в місті Орослав'є. Без суду було вбито чимало хорватських вояків і цивільних осіб. Вважається, що загинуло більш ніж 12 000 хорватських бранців. На разі з 23 спільних могил (вважається, що є ще 130 колективних могил) ексгумовано 1163 жертви різанини, які були урочисто перепоховані у 2005 р.
Вбивцями були здебільшого місцеві жителі з району Крапини.
До сьогодні з боку хорватського правосуддя не розпочато розслідування, не висунуто звинувачення і не порушено судового провадження проти відповідальних осіб і злочинців, які живуть в Республіці Хорватії, попри те, що деякі з цих страт були досліджені.